# Łukasz Gosławski
Łukasz Gosławski (ur. 27 lutego 1986 w Warszawie) – polski aktor teatralny i filmowy, producent, designer, prezes fundacji Ambasada Kultury. Absolwent wydziału aktorskiego PWST we Wrocławiu oraz wydziału produkcji filmowej i telewizyjnej PWSFTViT w Łodzi.

## Życiorys
Od 2011 roku związany jest z Teatrem Nowym im. K. Dejmka w Łodzi, a od 2015 z warszawskim Teatrem Capitol. Wystąpił w około 10 produkcjach teatralnych w Łodzi, Wrocławiu oraz Warszawie. Współpracuje z różnymi domami produkcyjnymi w Polsce i za granicą oraz angażuje się w offowe produkcje filmowe.
Poza aktorstwem realizuje się jako producent kreatywny i filmowy.

## Teatr

### Teatr Nowy im. Kazimierza Dejmka w Łodzi
- 2020 „Humanka”[1] reż. Lena Frankiewicz, rola – I Human
- 2018 „Kościuszko. Ostatnia bitwa.”[2] reż. Iwona Siekierzyńska, rola – Julian Ursyn Niemcewicz
- 2017 „Szewcy”[3] reż. Jerzy Sthur, rola – Kmiotek (grupa krakowska)
- 2017 „Wiele Demonów”[4] reż. Mikołaj Grabowski, rola – Juliusz Wzmożek
- 2015 „Pipi Landstrung”[5] reż. Paweł Palcat, rola – Dres
- 2014 „Opowieść Wigilijna”[6] reż. Artur Tyszkiewicz, rola – Pracownik korporacyjny
- 2014 „Brygada Szlifierza Karhana”[7] reż. Remigiusz Brzyk, rola – Lojza
- 2014 „Doktor Doolitle”[8] reż. Konrad Szachnowski, rola – Bumpo Negrito
- 2013 „Antygona”[9] reż. Marcin Liber, rola – Chór
- 2012 „Kokolobolo”[10] reż. Jacek Głomb, rola – Josek Dancingier
- 2012 „Wieczór Trzech Króli”[11] reż. Katarzyna Raduszyńska, rola – Curcio
- 2011 „Święta Joanna Szlachtuzów”[12] reż. Jarosław Tumidajski, rola – Rewolucjonista/Dziennikarz

### Teatr Capitol w Warszawie
- 2015 „Dajcie mi Tenora”[13] reż. Marcin Sławinski, rola – Bellhop

## Projekty

### Polish Legions
Polish Legions to portal historyczny, podróżniczy, naukowy i edukacyjny. Jego celem jest odkrywanie tajemnic przeszłości oraz popularyzacja wiedzy o historii polskich legionów z czasów Napoleona Bonaparte z lat 1797–1814.

### Polacy na Haiti
Polacy na Haiti to interaktywny projekt podróżniczy, turystyczny i edukacyjny, inspirowany historią polskich legionów wysłanych na Haiti w latach 1802–1804 oraz ich współczesnych potomków.

### Fundacja Ambasada Kultury 2017
Od 2017 roku jest prezesem fundacji Ambasada Kultury. Dedykowana jest sztuce interaktywnej, audiowizualnej i teatralnej oraz edukacji. Założona przez aktora i producenta Łukasza Gosławskiego oraz reżysera i producenta Adama Radolińskiego w 2017 roku.